# Moschea Mukhtarov
La Moschea Sunnita o Moschea Mukhtarov è una moschea storica posta sulla riva sinistra del fiume Terek, a Vladikavkaz. Il suo nome lo si deve al milionario azero Murtuza Mukhtarov, che finanziò la sua costruzione, tra il 1900 e il 1908. L'architetto Józef Plośko si ispirò alla moschea di al-Azhar e altre moschee del Cairo. Plośko fu anche l'architetto del Palazzo Mukhtarov a Baku. La moschea è utilizzata dalla minoranza islamica osseta.
La Moschea Sunnita è anche nota per la sua pittoresca collocazione contro lo spettacolare scenario della catena del Caucaso. Era utilizzata anche dai residenti ingusci di Vladikavkaz, prima che fossero espulsi dall'Ossezia settentrionale negli Anni Novanta. La moschea è protetta come patrimonio culturale sin dal 1934. Nel 1996 fu gravemente danneggiata da un'esplosione e in seguito fu restaurata.